# Congrès de musique arabe du Caire

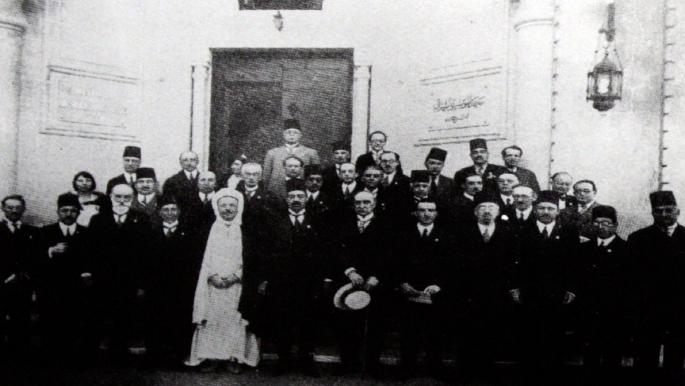
Participants au Congrès de musique arabe du Caire.

Le Congrès de musique arabe du Caire (en arabe : مؤتمر الموسيقى العربية الأول, Mu'tamar al'mūsiqā al-'arabiyya al-awwal) est un symposium international et festival de musique organisé au Caire, en Égypte, du 14 mars au 3 avril 1932.
L'idée est suggérée au roi Fouad Ier d'Égypte par l'ethnomusicologue français Rodolphe d'Erlanger. Le congrès est le premier forum à grande échelle pour présenter, discuter, documenter et enregistrer les nombreuses traditions musicales du monde arabe d'Afrique du Nord et du Moyen-Orient.

## Contexte
Organisé à la demande du roi Fouad Ier d'Égypte, le congrès vise à bénéficier des progrès apportés par une théorie unificatrice rendant compte des tendances régionales et un enseignement de type occidental. Il intervient au terme du mouvement de la Nahda et dans un contexte de montée du nationalisme arabe. À l'époque, la musique arabe est encore désignée sous le vocable de « musique orientale ».
Le nationalisme égyptien se présentant comme panarabe, c'est la ville du Caire qui est choisie pour l'accueillir. Par un arrêté royal du 20 janvier 1932, une commission est nommée pour l'organisation. Elle est dirigée par le ministre égyptien de l'Éducation publique Mohamed Hilmi Issa Pacha (ar), avec Rodolphe d'Erlanger comme vice-président et Mahmoud El Hefny (de) comme responsable du secrétariat général.

## Déroulement
Le congrès se déroule à l'Institut de musique orientale, au numéro 22 de la rue Malika Nazly (actuelle rue Ramsès) dans le quartier Azbakeya (en) du centre-ville du Caire. Il se découpe en deux parties : des commissions spécialisées se réunissent d'abord à huis clos du 14 au 27 mars puis les réunions plénières ont lieu du 28 mars au 3 avril.
Pour la première fois, des spécialistes européens rencontrent des musicologues et musiciens non européens pour présenter, discuter, documenter et enregistrer les traditions d’une musique non occidentale, celle du monde arabe d'Afrique du Nord et du Moyen-Orient,.

### Participants

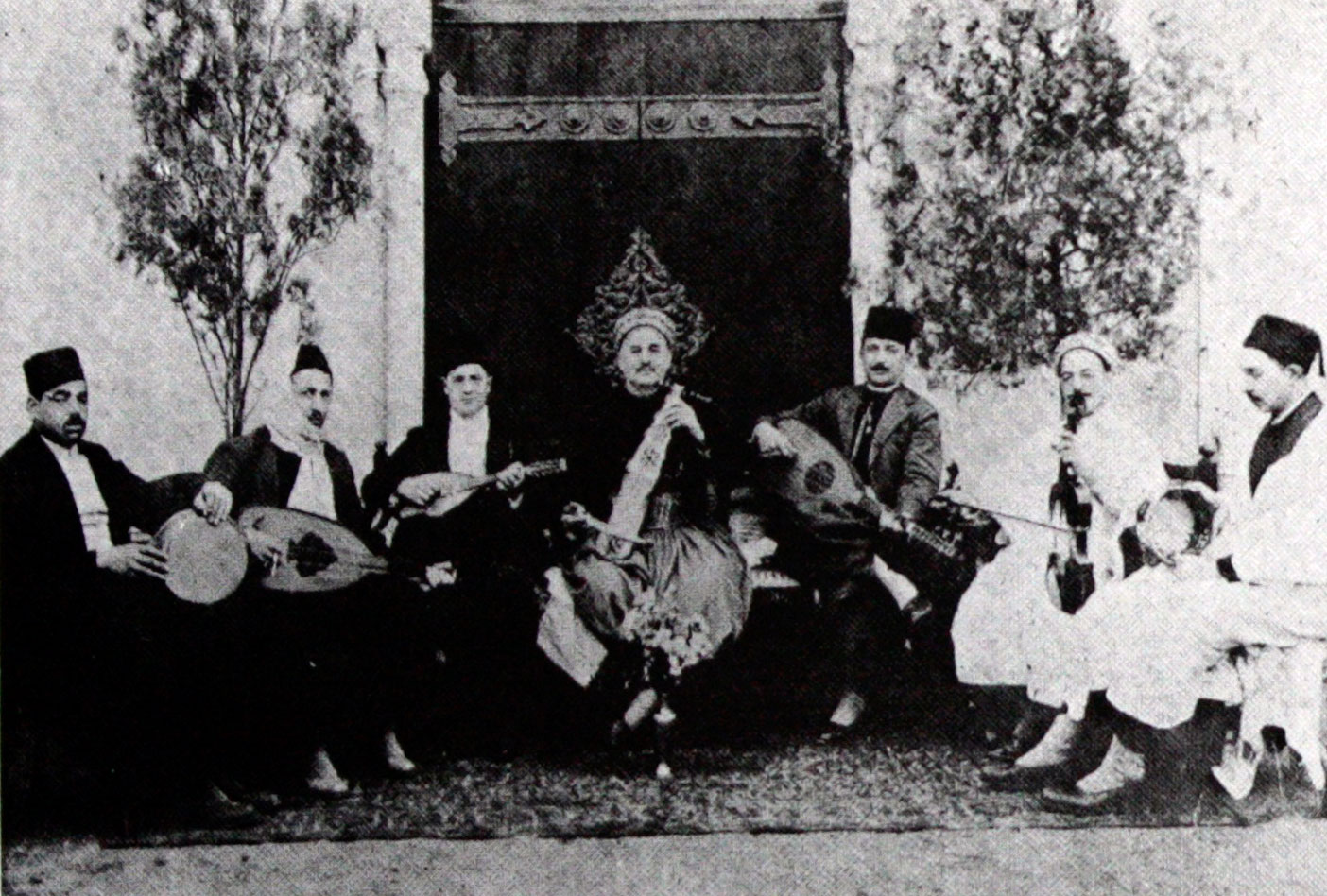
Troupe algérienne sous la direction de Larbi Bensari.

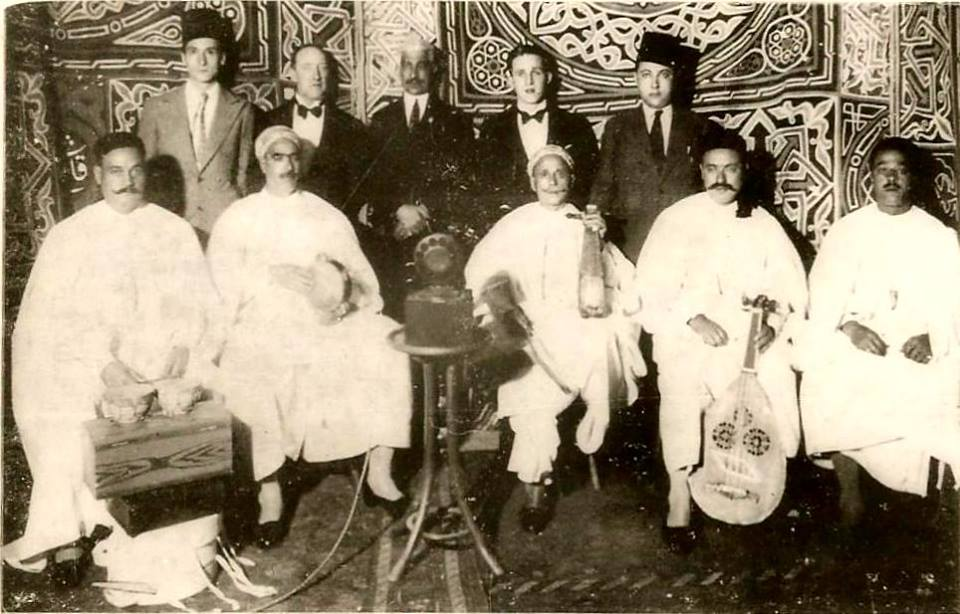
Membres de la délégation tunisienne avec Khemaïs Tarnane (assis, deuxième à partir de la droite) et Manoubi Snoussi (debout, premier à partir de la droite).

Parmi les pays qui envoient des délégations figurent l'Algérie, l'Égypte, l'Irak, le Maroc, la Syrie et la Tunisie, complétés par la Turquie, représentant sa propre tradition musicale. Les participants sont, à l'exception de Mahmoud El Hefny, des amateurs éclairés, des lettrés et des musiciens. 
L'importante délégation égyptienne compte notamment Moustapha Bey Rida, Safar Ali Bey et Mohammed Abdel Wahab, ainsi que Mohamed Fathi, Kamel al-Khola'ie (en), Darwish Hariri (ar), Aziz Othman (ar), Dawood Hosni et Muhammad Effendî al-Bahr (arz). Celle du Maroc est dirigée par Kaddour Benghabrit, le recteur de la Grande mosquée de Paris et comprend Mohamed Chouika et Omar Jaïdi. Composé notamment de Khemaïs Tarnane, Mohamed Ghanem, Mohamed Belhassen et Mohammed Chérif, le groupe tunisien est quant à lui formé par Rodolphe d'Erlanger et Ali Darwich (ar) pour présenter l'état de la tradition locale. Parmi les autres artistes présents figurent Larbi Bensari et M'hamed El Kourd (Algérie), Muhammad al-Qubanchi (en) (Irak), Wadia Sabra (Liban), Darwich et Tawfiq al-Sabbagh (Syrie) ainsi que Mesut Cemil (en) et Rauf Yekta (en) (Turquie).
Parmi les invités européens figurent les compositeurs Béla Bartók, Paul Hindemith, Alois Hába et Henri Rabaud, tout comme le critique musical Émile Vuillermoz, les chercheurs Robert Lachmann, Curt Sachs et Erich von Hornbostel, ainsi que Henry George Farmer (en), orientaliste et historien de la musique britannique ; les musicologues orientalistes français sont aussi présents avec le baron Bernard Carra de Vaux-Saint-Cyr, le père Xavier Maurice Collangettes, adjoint d'Erlanger, et Alexis Chottin, directeur du Conservatoire de musique arabe de Rabat. Erlanger, malade, ne peut y participer.

### Commissions
Les commissions portent sur des thèmes variés comme les échelles et les formes musicales, les instruments, la pédagogie ou l'histoire de la musique, avec une visée normative. La transcription, comme celle des intervalles, est une préoccupation majeure. Estimant que la musique arabe est en déclin, elles formulent des recommandations pour sa modernisation et sa normalisation.
Si les théoriciens égyptiens proposent ainsi de diviser l'échelle musicale arabe en 24 quarts de ton, les pratiques musicales, comme celles des musiques turque ou syrienne, ne correspondent pas à cette théorie. Le délégué égyptien Mohamed Fathi recommande aussi que les instruments occidentaux soient intégrés dans les ensembles arabes, en raison de ce qu'il considère comme leurs qualités expressives supérieures.
D'autres prônent une réorientation de la création vers un courant original comparable à l'œuvre du Groupe des Cinq, à laquelle des participants européens comme Curt Sachs et Béla Bartók s'opposent par crainte de voir la musique arabe s'enfermer dans la normalisation.

### Enregistrements
Rodolphe d'Erlanger et les musicologues allemands souhaitent enregistrer les musiciens présents lors du congrès à des fins musicologiques et non commerciales, et engagent la compagnie britannique Gramophone qui organise des séances en studio. Les enregistrements sont effectués sur disques 78 tours avec une nouvelle technologie électrique. Bartók, chargé de la commission d'enregistrement avec Ragheb Moftah (en) comme secrétaire, refuse d'enregistrer les groupes venus du Liban et de Syrie jugés trop modernes et n'accepte que des groupes irakiens, égyptiens, marocains, tunisiens et algériens.
Les Égyptiens interprètent des mouachahs et des musiques profanes, savantes ou populaires, et religieuses, à l'exemple des chants bédouins du Fayoum, des rituels du zār et des chants et prières de l'Église copte orthodoxe. Le Maghreb est représenté par les écoles arabo-andalouses de Tlemcen et de Fès et le malouf tunisien. Du côté du Machrek, les musiques de Syrie et de Turquie ont une place réduite au profit du maqâm d'Irak (en).
Un total de 360 faces de 78 tours sont enregistrées par Gramophone. Quatre tirages sont confiés à la British Library, au Berliner Phonogramm-Archiv, au musée Guimet et à la Bibliothèque nationale de France (Phonothèque nationale) ; Bernard Moussali dénombre dans cette derière 360 enregistrements, dont certains en double, le recueil des travaux du congrès comptant 171 disques.

## Héritage
À l'issue du congrès, outre les enregistrements, un livre de 711 pages assorties de 77 planches de photos est publié en arabe et français et regroupe de nombreuses communications et rapports de commissions. Dans le même temps, l'Institut de musique orientale du Caire devient l'Institut de musique arabe du Caire. Trois congrès similaires ont lieu au cours des années suivantes, mais aucun n'a l'ampleur et l'influence de celui de 1932.
Ce n'est qu'à la fin des années 1980 que les premiers musicologues travaillent sur les archives du congrès : une édition partielle des enregistrements sous forme de CD est publiée en 1988 par la Bibliothèque nationale de France (BnF) et l'Institut du monde arabe sous la direction des musicologues Christian Poché et Bernard Moussali, qui meurt avant d'avoir terminé sa thèse sur le congrès, et accompagnée d'un livret trilingue en français, anglais et arabe. L'un présente les traditions savantes de Bagdad avec Muhammad al-Qubanchi (en) et la musique populaire citadine du Caire, avec notamment un ensemble d'almées, un groupe de Bédouins du Fayoum et des chants liés au zār, alors que l'autre présente la musique citadine de Tlemcen, la musique savante de Fès et la musique citadine de Tunis.
Un colloque intitulé « Documents du Premier congrès sur la musique arabe du Caire 1932 » est organisé au Caire du 25 au 28 mai 1989 dans le cadre du programme scientifique du Centre d'études et de documentation économiques, juridiques et sociales, sous la responsabilité scientifique de Schéhérazade Qassim Hassan. Visant à restituer l'ensemble de la production du congrès, y compris celle restée inédite, et à demander aux autorités égyptiennes de la rendre accessible, il comprend des interventions de Mahmoud Guettat, Awatef Abdel Karim, Ali Jihad Racy, Ragheb Moftah (en), Artur Simon (de) et Issam El-Mallah (de), ainsi que la projection d'un film de Magda Saleh.
La collection complète est numérisée par la BnF à partir de 1996, ce qui conduit à la première édition complète des enregistrements en 2015, dans le cadre d'un partenariat entre la BnF et le département de la Culture et du Tourisme d'Abou Dabi (en), sous la forme d'un coffret de 18 CD accompagnés d'un livret trilingue.

### Français

#### Ouvrages
- (en) Mahmoud El Hefny (de), Recueil des travaux du Congrès de musique arabe qui s'est tenu au Caire en 1932 (Hég. 1350) sous le haut patronage de S.M. Fouad Ier, Roi d'Égypte, Le Caire, Imprimerie de Boulaq, 1934, 711 p.
- Jean Lambert et Pascal Cordereix (dir.), Congrès de musique arabe du Caire : 1932, Paris, Bibliothèque nationale de France, 2015, 256 p. (ISBN 978-2-7177-2648-0).
- Bernard Moussali et Jean Lambert, Le congrès du Caire de 1932 : la musique arabe à la recherche de son identité, Paris, Librairie orientaliste Paul Geuthner, 2024, 560 p. (ISBN 978-2-7053-4124-4).
- Philippe Vigreux (dir.), Musique arabe : le Congrès du Caire de 1932, Le Caire, Centre d'études et de documentation économiques, juridiques et sociales, coll. « Recherches et témoignages », 1992, 440 p. (OCLC 47989639, lire en ligne).

#### Articles
- Nidaa Abou Mrad, « Congrès de musique arabe du Caire 1932 », Cahiers d'ethnomusicologie, no 29,‎ 2016, p. 255–259 (ISSN 1662-372X, lire en ligne, consulté le 19 avril 2025).
- François Bensignor, « Congrès de musique arabe du Caire l'intégrale publiée par la BnF », Hommes et Migrations, no 1311,‎ 2015, p. 174–179 (ISSN 1142-852X et 2262-3353, DOI 10.4000/hommesmigrations.3378, lire en ligne, consulté le 19 avril 2025). .
- Pierre Bois, « Archives de musique arabe. Congrès du Caire, 1932 », Cahiers de musiques traditionnelles, no 3,‎ 1990, p. 249–253 (ISSN 1662-372X, lire en ligne, consulté le 19 avril 2025). .
- Schéhérazade Qassim Hassan, « Un récent colloque sur le Congrès du Caire de 1932 », Cahiers de musiques traditionnelles, no 3,‎ 1990, p. 268-271 (ISSN 1662-372X, lire en ligne, consulté le 19 avril 2025). .
- Jean Lambert, « Retour sur le congrès de musique arabe du Caire de 1932. Identité, diversité, acculturation : les prémisses d'une mondialisation », sur shs.hal.science (consulté le 19 avril 2025).
- Henri Mamarbachi, « Au Congrès du Caire de 1932, la musique arabe en quête d'identité », sur orientxxi.info, Orient XXI, 11 avril 2025 (consulté le 19 avril 2025).

### Anglais

#### Ouvrages
- (en) Israel J. Katz, Sheila M. Craik et Amnon Shiloah, Henry George Farmer and the First International Congress of Arab Music (Cairo 1932), Leyde, Éditions Brill, coll. « Islamic History and Civilization Studies and Texts » (no 115), 2015, 430 p. (ISBN 978-90-04-26319-2 et 978-90-04-28414-2, OCLC 895388076, DOI 10.1163/9789004284142_004, lire en ligne).
- (en) Ali Jihad Racy, « Comparative Musicologists in the Field: Reflections on the Cairo Congress of Arab Music, 1932 », dans Victoria Lindsay Levine et Philip Bohlman, This Thing Called Music: Essays in Honor of Bruno Nettl, Lanham, Rowman & Littlefield, 2015 (ISBN 978-1-4422-4208-1), p. 137–150.
- (en) Ali Jihad Racy, « Historical Worldviews of Early Ethnomusicologists: An East-West Encounter in Cairo, 1932 », dans Stephen Blum (en), Philip Bohlman et Daniel M. Neuman (en), Ethnomusicology and Modern Music History, Champaign, University of Illinois Press, 1991 (ISBN 978-0-252-01738-4), p. 68-91.
- (en) Ali Jihad Racy, Making Music in the Arab World : The Culture and Artistry of Tarab, Cambridge, Cambridge University Press, 2004, 248 p. (ISBN 978-0-521-31685-9).
- (en) Jonathan Holt Shannon, Among the Jasmine Trees : Music and Modernity in Contemporary Syria, Middletown, Wesleyan University Press (en), 2006, 462 p. (ISBN 978-0-8195-6798-7).

#### Articles
- (en) Virginia Danielson, « Musique arabe : le Congrès du Caire by Philippe Vigreux », Yearbook for Traditional Music (en), vol. 26,‎ 1994, p. 132–36 (ISSN 0740-1558).
- (en) George Dimitri Sawa, « Review of Musique arabe : le Congrès du Caire de 1932, Shéhérazade Qassim Hassan », The World of Music, vol. 35, no 3,‎ 1993, p. 107–111 (ISSN 0043-8774, lire en ligne, consulté le 19 avril 2025).

## Discographie
| Année | Titre                                                       | Styles et/ou artistes | Éditeur                                                            | Identifiant | Lien               |
| ----- | ----------------------------------------------------------- | --- | ------------------------------------------------------------------ | ----------- | ------------------ |
| 1988  | Congrès du Caire, 1932 : musique arabe savante et populaire | Volume 1 : - Irak : Musique savante de Bagdad - Égypte : Musique populaire | Bibliothèque nationale de France ; Institut du monde arabe (Paris) | APN 88-9    |                    |
| 1988  | Congrès du Caire, 1932 : musique arabe savante et populaire | Volume 2 : - Algérie : Musique citadine de Tlemcen - Maroc : Musique savante de Fès - Tunisie : Musique citadine de Tunis | Bibliothèque nationale de France ; Institut du monde arabe (Paris) | APN 88-10   |                    |
| 1989  | Maroc : musique classique                                   | Mohamed Chouika ; Omar Jaïdi | Club du disque arabe ; Artistes arabes associés (Paris)            | AAA006      | [écouter en ligne] |
| 1994  | Le Maqam en Irak (volume 1)                                 | Muhammad al-Qubanchi (en) | Club du disque arabe (Paris)                                       | AAA087      |                    |
| 1994  | Malouf tunisien : la musique classique tunisienne           | Mohamed Belhassen ; Mohammed Chérif | Club du disque arabe (Paris)                                       | AAA094      | [écouter en ligne] |
| 1994  | Le Maqam en Irak (volume 2)                                 | Muhammad al-Qubanchi (en) | Club du disque arabe (Paris)                                       | AAA097      | [écouter en ligne] |
| 1995  | Musique classique arabo-andalouse                           | Larbi Bensari ; Redouane Bensari | Club du disque arabe (Paris)                                       | AAA098      | [écouter en ligne] |
| 2015  | Congrès de musique arabe du Caire : 1932                    | - Égypte : - Musiques profanes savantes (Darwish Hariri (ar), Aziz Othman (ar), Dawood Hosni, Muhammad Najib et Muhammad Effendî al-Bahr (arz)) - Musiques profanes populaires (Muhammad al-Arabi, Bédouins du Fayoum, Taha Abou Mandour et Annousa al-Misriyya) - Ensembles religieux (rituels soufis, zār et Église copte) - Irak : Maqâm (en) (Muhammad al-Qubanchi (en) et Azzouri al-Aouad) - Syrie : Musique instrumentale (Fawzi al-Qaltaqji) et savante (Mesut Cemil (en)) - Algérie : École de Tlemcem (Larbi Bensari) - Maroc : Nouba de Fès (Omar Jaïdi) - Tunisie : Malouf de Tunis (Mohamed Ghanem et Khemaïs Tarnane) | Bibliothèque nationale de France (Paris)                           | BNF 01      | [écouter en ligne] |